# Otobothrium australe
Espèce
Otobothrium australe est une espèce de cestodes de la famille des Otobothriidae. C'est un parasite que l'on rencontre dans les environnements marins.